# Cellorigo
Cellorigo tỉnh và cộng đồng tự trị La Rioja, phía bắc Tây Ban Nha. Đô thị này có diện tích là 12,43 ki-lô-mét vuông, dân số năm 2009 là 13 người với mật độ 1,05 người/km². Đô thị này có cự ly 20 km so với Logroño.